# ネットフリックス・アンド・チル

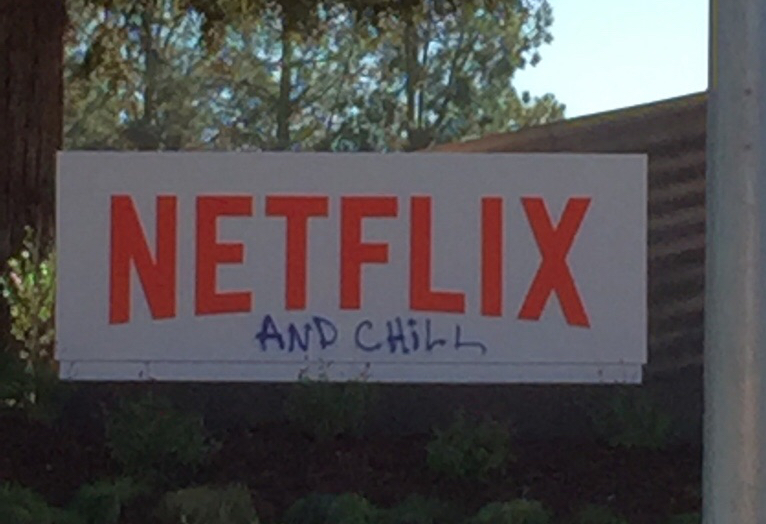
カリフォルニア州ロスガトスのNetflix本社の前にある看板への落書き。Netflixのロゴに "and chill"が付け加えられている。

ネットフリックス・アンド・チル (英語: Netflix and chill、「ネットフリックスでも見て寛ぐ」) とは英語のインターネットスラングの一種で、表面上はNetflixを見て一緒にすごそうというそのままの意味の誘い文句であるが、実際には相手がパートナーかどうかを問わず、性的な行為を誘う婉曲的な意味でつかわれることもある。初出とされる2009年のツイートには性的な含みはないが、それ以来このフレーズはTwitterやFacebook、Vineなどのソーシャルメディアのコミュニティでよく知られるようになった。2015年にはすでにインターネット・ミームと化しており、Fusionによるとティーンエイジャーの間ではソーシャルメディア上で「性的な」意味を持って使われるのがふつうの言葉となっている。

## 来歴

### 起源
"Netflix"という言葉を「Netflixを見る」あるいは「Netflixで見る」という意味の動詞で使うことについては、既に2007年頃から用例がある。
"chill"は俗語で「落ち着く」「くつろぐ」などの意味で使われる。
"Netflix and chill"というフレーズがTwitterで初めて使われたのは、記録に残っているかぎりでは2009年1月21日のことである。
最初のうち、このフレーズに性的含意はなく使われ単にオンラインストリーミングサービスを（だいたいはひとりで）見て過ごす行動を指していた。
2013年までにはアメリカ合衆国におけるNetflixの人気が大きく上昇し、ブランド名を動詞として使う用法が増え"Netflix and chill"だけでまとまった動詞や複合名詞のように使われるようになった。
2014年の中頃までには、性的な事柄を婉曲に指すフレーズとして確実に使用されるようになったと考えられる。 
その後、アフリカ系アメリカ人のツイッターユーザーコミュニティであるブラックツイッター (Black Twitter) 界隈で広がり"chill"は多くの場合、普通の意味で使っているではないという、いわくありげな含意を示す引用符で囲んで使われるようになった。
2015年4月、Urban Dictionaryにこのフレーズの定義が登場し「2人の人間が互いの家に行き、ヤる。またはセックスに関連した、なんらかの行為を行うことを示す符牒」と記載された。
場合によっては、Netflixの番組をつけた状態で性的な行為を行うことと定義されることもある。
この言葉はブラックツイッター界隈を超えて使われインターネット・ミームになり、『ガーディアン』や『デイリー・ミラー』などの大手ニュースサイトから注目されるようになった。

### 影響
このフレーズが普通に使われるようになったため、この文句に関係したイベント、製品、サービスなどが現れるようになった。
カリフォルニア大学バークリー校とペンシルヴェニア大学で「ネットフリックス・アンド・チル」フェスティヴァルが学生により計画されたが、前者は参加者が多数いたことで保安上の懸念で中止された。
2015年にニューヨークで開催されたワールド・メーカー・フェアでNetflixは「ザ・スイッチ」 ("The Switch") と呼ばれる大きなボタンの試作品を公開したが、これは押すとユーザーの住居の明かりが薄暗くなり、携帯電話の「邪魔無用」  ("Do Not Disturb") 機能が働くようになり、気が散るようなものは一切なしでNetflixのストリーミングを見る準備が整う。
これは各種メディアより「ネットフリックス・アンド・チル・ボタン」だと言われた。
2015年10月には、事業家のコリ・ウィリアムズが「ネットフリックス・アンド・チル」 (Netflix and Chill) という名前のコンドームブランドを作って売り出した。
このコンドームはアメリカ食品医薬品局により、避妊と性感染症予防の効果について認可を受けたものである。
2015年11月、カリフォルニア州ロスガトスのNetflix本社の外に設置されていた看板のロゴにスプレーペンキで「アンド・チル」 ("and chill") という言葉が落書きされた。
2015年12月にはアリアナ・グランデがクリスマス休暇シーズン向けのEP『クリスマス&チル』をリリースしたが、このタイトルは「ネットフリックス・アンド・チル」という単語をもじって付けられたものだと指摘されている。
2016年1月、アーティストのトム・ガリとART404社がニューヨークで「ネットフリックス・アンド・チル・ルーム」 ("Netflix & Chill Room") を作ってAirbnbで貸し出した。
2016年2月、Netflixは交際相手のいるユーザーが、どのように自社サービスを使っているかについて研究結果を発表したことで「ネットフリックス・アンド・チル・スタディ」 ("Netflix and chill study") と呼ばれた。
この結果は #DatingWithNetflix のハッシュタグとともにソーシャルメディアで連続してポストされ、Netflixのサービスを使うとカップルにはポジティブな影響があることがプロモーションで押し出された。